# Hans Suchard
Hans Suchard (* 25. März 1893 in Mattersdorf; † 7. August 1968 in Mattersburg) war ein österreichischer Gewerkschaftssekretär und Politiker (SDAP). Suchard war verheiratet und Abgeordneter zum Burgenländischen Landtag. 

## Leben
Hans Suchard wurde als Sohn des Maurer-Hauptpoliers Josef Suchard aus Mattersdorf, zugezogen aus Marz, geboren. Er besuchte die Volksschule in Mattersdorf und die gewerbliche Fortbildungsschule in Niederösterreich. Suchard arbeitete nach seiner Ausbildung als Maurer und 1909 als Bauschreiber in Wien. Zwischen 1914 und 1918 leistete er seinen Militärdienst ab und wurde nach einer schweren Verwundung im August 1918 entlassen. Suchard war 1918 Bauschreiber in Wiener Neustadt, wohin er pendelte. Ab 1939 war er Helfer in Steuersachen und ab 1940 Buchprüfer, Buchsachverständiger und Steuerberater. 
Suchard war 1912 Vertrauensmann der sozialdemokratischen Gewerkschafter in Wien. Er war am 6. November 1918 an der Errichtung der Weißen Garde, zur Aufrechterhaltung der Ordnung, in Mattersdorf beteiligt, wobei als Anführer der Aktion sein Bruder Josef Suchard aktiv war. Am 6. Dezember 1918 erfolgte die Ausrufung der „Republik Heinzenland“ und die Garde übernahm die Macht in der Stadt. Einen Tag später wurde Suchard mit den Anführern der Garde verhaftet und in Sopron eingekerkert. Es erfolgte eine Anklage wegen Hochverrates, die Angeklagten wurden jedoch am 26. Dezember 1918 durch eine Amnestie des Ministerpräsidenten Graf Mihály Károlyi begnadigt.
Suchard engagierte sich in der Folge 1919 für die Sozialdemokratische Partei in Sopron und war in der Béla-Kun-Zeit Mitglied des Direktoriums (Bezirksverwaltung) in Mattersdorf. Des Weiteren hatte Suchard die Funktion des Bezirkssekretärs und Leiters der kommunistischen Agitation inne und emigrierte nach dem Zusammenbruch der Räte-Herrschaft nach Wiener Neustadt. Er war in der Folge 1921 Mitbegründer der Landesparteileitung der Sozialdemokratischen Partei im Burgenland sowie des Presseorgans der Sozialdemokratischen Partei, der Burgenländischen Freiheit, die erstmals 1921 erschien. Des Weiteren war Suchard von 1922 bis 1934 Mitglied des Landesparteivorstandes, 1925 Vorsitzender des Verwaltungsausschusses der Burgenländischen Arbeiterkammer, von 1928 bis 1932 Obmann der Landesexekutive der Burgenländischen Gewerkschaftskommission sowie im Anschluss bis 1934 Mitglied dieses Gremiums und zwischen 1921 und 1934 Landessekretär der Baugewerkschaft. Suchard war zwischen dem 13. November 1923 und dem 12. Februar 1934 Abgeordneter zum Burgenländischen Landtag. Er verlor nach den Februarkämpfen 1934 sein Landtagsmandat und war kurzzeitig in politischer Haft.
Er beantragte am 27. Juni 1938 die Aufnahme in die NSDAP und wurde rückwirkend zum 1. Mai aufgenommen (Mitgliedsnummer 6.253.907).